# 星岳雄
星 岳雄（ほし たけお、1960年 - ）は、日本の経済学者。東京大学大学院経済学研究科教授、経済産業研究所研究員。東京財団政策研究所元理事長。日本経済論。特に日本の金融システムに関する研究は世界的に高く評価されており、2005年には日本経済学会中原賞を受賞している。主な著書に『日本金融システム進化論』（日本経済新聞社、2006年）。日本経済学会会長。

## 来歴
1960年山形県南陽市生まれ。1979年山形県立米沢興譲館高等学校卒業。1983年東京大学教養学部卒業後、米マサチューセッツ工科大学大学院博士課程に進学し、1988年同課程修了（経済学博士号取得）。米カリフォルニア大学サンディエゴ校准教授および教授を経て、2012年よりスタンフォード大学教授。2016年から2018年までは東京財団政策研究所の理事長を務め、在任中に「東京財団」から「東京財団政策研究所」へ改組。

### 年譜
以下の年譜は独立行政法人経済産業研究所の研究員紹介と、東京大学経済学部の教員紹介を出典とする。
- 1983年 東京大学教養学部卒（教養学士）
- 1988年 マサチューセッツ工科大学修了（Ph.D. in Economics）
- 1988年 - 1994年 カリフォルニア大学サンディエゴ校助教授
- 1994年 - 2000年 カリフォルニア大学サンディエゴ校准教授
- 2000年 - 2012年 カリフォルニア大学サンディエゴ校教授
- 2006年 - 2009年 カリフォルニア大学サンディエゴ校、国際関係論・環太平洋研究大学院、院長代理
- 2009年 - 2014年 ユニオンバンカル（現在のユニオン・バンク）社外取締役
- 1997年 - 1998年　大阪大学経済学部客員助教授
- 1998年 日本銀行金融研究所客員研究員
- 2002年 - 2004年 経済産業研究所ファカルティフェロー
- 2003年 - 全米経済研究所, Research Associate
- 2006年 - 東京経済研究センター研究員
- 2012年 - 2019年8月 スタンフォード大学 Freeman Spogli Institute Senior Fellow
- 2013年 - Asian Bureau of Finance and Economic Research, Founding Fellow
- 2019年9月 - 東京大学 大学院経済学研究科 教授
- 2025年5月 - 日本経済学会会長

## 業績

### 中原賞
星のコーポレートガバナンスや銀行行動を中心とした金融システムの研究は国際的に高い評価を受けており、2005年度に日本経済学会から中原賞を授与されている。
| 受賞                       | 受賞                                  | 受賞                         |
| -------------------------- | ------------------------------------- | ---------------------------- |
| 先代 松島斉 第10回：2004年 | 中原賞（日本経済学会） 第11回：2005年 | 次代 北村祐一 第12回：2006年 |

## 著書

### 共著
- 『日本金融システムの危機と変貌』星岳雄（編）,ヒュー・パトリック(Hugh Patrick)（編）,筒井義郎（監訳）日本経済新聞出版社 2001年5月9日 ISBN 978-4532132071[8]
- 『日本金融システム進化論』星岳雄,アニル・カシャップ（英語版）（共著）鯉渕賢（訳）日本経済新聞出版社 2006年7月17日 第45回日経経済図書文化賞受賞作 ISBN 978-4532133177[9]
- 『何が日本の経済成長を止めたのか 再生のための処方箋』星岳雄,アニル・カシャップ（共著）日本経済新聞出版社 2013年1月29日 ISBN 978-4532355470[10]